# Leiculești, Buzău
Leiculești este un sat în comuna Tisău din județul Buzău, Muntenia, România. Se află în depresiunea Nișcov, în vestul județului, în Subcarpații de Curbură.

## Geografie
Localitatea se află pe malul drept al râului Nișcov și este străbătută de drumul județean DJ203G, drum care face legătura între stațiunea balneară Sărata Monteoru și DJ100H. Intrarea principală în sat este prin nord dar accesul se poate face și dinspre Sărata Monteoru. Prin intermediul DJ100H din apropiere se poate ajunge la Buzău (prin Vernești) sau la Mizil (prin Tohani).
În mare parte așezarea este înconjurată de dealuri și păduri, iar de la sud la nord este străbătută de pârâul Leasa care se varsă în Nișcov pe raza localității.

## Demografie
Conform recensământului efectuat în 2021, populația satului se ridică la 169 locuitori.

## Monumente istorice
Mănăstirea Barbu inițial a fost înființată ca schit de călugări în anii 1664-1669 de către căpitan Barbu Bădeanu. După secularizarea din vremea lui Cuza, mănăstirea de călugări a fost desființată, așezământul monahal fiind reîntemeiat în anul 1871, dar ca mănăstire de maici.
Biserica ei are hramul „Sfântul Arhanghel Mihail”.

## Sport
Drumul județean DJ203G care străbate localitatea este o rută destul de frecventată de cicliști rutieri amatori de cățărare.